# Cathédrale Notre-Dame-de-l'Assomption d'Ajaccio
Cette  cathédrale n’est pas la seule cathédrale Notre-Dame-de-l'Assomption.
La cathédrale Notre-Dame-de-l'Assomption ou cathédrale Santa Maria Assunta d’Ajaccio est située dans le quartier de la ville nouvelle génoise. La cathédrale est aussi dédiée à saint Euphrase, titulaire de la première cathédrale d'Ajaccio et à saint François-Xavier. La construction du gros œuvre s'est terminée en 1593 ; elle se rattache au diocèse d'Ajaccio. 
Napoléon Ier y est baptisé le 21 juin 1771.
La cathédrale a été classée au titre des monuments historiques en 1906.

## Historique
On ne connaît pas l'organisation des églises chrétiennes locales dans le Haut Moyen Âge. Athanase d'Alexandrie écrit en 358 que des évêques corses l’ont soutenu dans sa lutte contre l'arianisme, mais sans précision sur leur siège.

### Cathédrale duVIesiècle

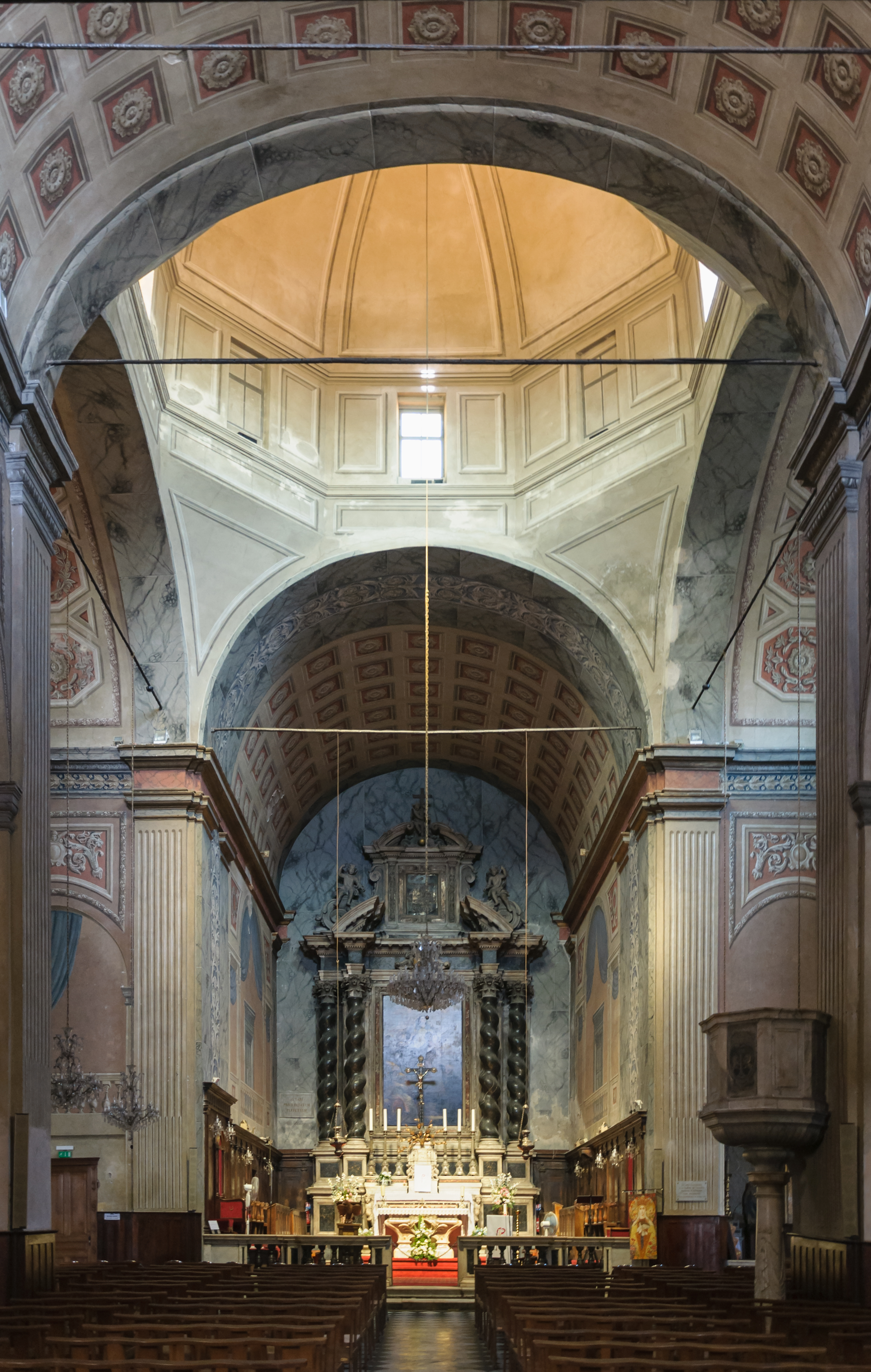
Vue de la nef et du chœur de la cathédrale d'Ajaccio.

La cathédrale actuelle a été précédée de plusieurs autres qui devaient être élevées sur un autre site, dans un quartier ancien, à environ 2 km de la ville construite par les Génois. La découverte en 2005 sur le site d'une ancienne manufacture de tabac désaffectée d'un baptistère paléochrétien,,, dans ce quartier, au lieu-dit Saint-Jean, San  Giovanni, semble confirmer cette thèse. Un baptistère est associé à un groupe cathédral mais il n'a pas été trouvé de trace de la cathédrale pendant les fouilles. Les anciens historiens citent une basilique paléochrétienne dédiée à saint Euphrase, Sant'Eufrosio, dont il ne subsiste que le nom altéré de San Frosi dans un texte de 1192. 
Saint Euphrase est un évêque martyr, apôtre de l'Espagne qui aurait été ordonné prêtre par les apôtres Pierre et Paul pour évangéliser l'Espagne et aurait fait une escale dans la baie d'Ajaccio. Pendant son court séjour en Corse il aurait commencé à y propager la foi chrétienne.
Quand les Vandales se sont installés en Afrique, au Ve siècle ils ont occupé la Sardaigne et la Corse. Peuple chrétien mais arien, on connaît les noms de 27 évêques sur 46 qui ont été exilés en Corse en 484 par le document Notitia provinciarum et civitatum Africae ou Noticia de 484. Ce texte ne mentionne pas d'évêques de Corse. C'est ce que pourrait montrer la cuve baptismale trouvée à Ajaccio qui a dû être construite, ainsi que le groupe épiscopal, après l'installation d'évêques d'Afrique en Corse, soit au début du VIe siècle. Les fouilles de l'Inrap ont montré que la cuve baptismale a été modifiée au fur et à mesure de changements dans la liturgie. Puis une seconde cuve baptismale, ronde, a été construite à côté.
Vers 550, une flotte armée par Totila, roi ostrogoth en Italie, s'est emparée de la Corse et de la Sardaigne sans aucun combat. Après la mort de Totila, en 552, les Lombards vont commencer à s'installer dans le nord puis dans toute l'Italie.
En 596, le pape Grégoire le Grand demande dans une lettre à Gennadios, premier exarque d'Afrique, d'assurer la protection de la Corse contre les incursions des Lombards. En 601, le pape écrit à Boniface, qualifié de défenseur de la Corse, pour lui demander de régler rapidement le problème d’Ajaccio (Aiacium), depuis longtemps privé d’évêque. Ce document est ainsi le premier à nous informer de l’existence d’un siège épiscopal à Ajaccio, non pourvu en 601, mais qui est actif en 649, qui voir l'évêque Benedictus participer au concile à Rome.
Dans la seconde moitié du VIIe siècle, quand les Lombards cherchent à s'implanter dans l'île, tous les évêchés primitifs sont réunis sous l'autorité d'un seul évêque siégeant à Mariana. Les autres cathédrales sont devenues de simples églises mais ayant pu conserver leur fonction baptismale.
À partir de 704, les Sarrasins effectuent leurs premiers raids contre la Corse, qui vont durer plus de cinq siècles.
Le 14 avril 754, Pépin le Bref a signé un traité à Quierzy avec le pape Étienne II qui permet la création des États pontificaux. En 774, Charlemagne confirme la donation de son père et ajoute la Corse qui entre dans le domaine du Saint-Siège. Si la papauté a théoriquement la suzeraineté de l'île, elle n'a pas les moyens d'en assurer la défense. Après le couronnement de Charlemagne comme empereur, le 25 décembre 800, et de son fils Pépin, ce dernier a armé, en 806, une flotte commandée par le comte franc de Gênes, Adhémar,, pour défendre l'île contre une nouvelle incursion des Sarrasins. C'est de cette expédition victorieuse contre les Sarrasins que les Génois faisaient remonter leurs droits à la souveraineté sur la Corse.

### Cathédrale duXIIesiècle
En 1077, le pape Grégoire VII cherchant à réactiver les droits de l'Église sur la Corse y a envoyé l'évêque de Pise, Landolfo (1077-1079), qui a convoqué une assemblée générale qui a accepté de faire sa soumission au Saint-Siège. Grégoire VII a récompensé Landolfo en lui donnant l'investiture de l'île et la moitié de ses revenus. En 1091, le pape Urbain II a donné à l'évêque de Pise la totalité des revenus de l'île contre une redevance annuelle. L'évêque Daimbert voulant ajouter à la souveraineté temporelle, la souveraineté spirituelle sur l'île, il a obtenu du pape que Pise soit un archevêché et que les évêques de Corse soient ses suffragants, en 1098. Après une victoire des Pisans et des Corses sur les Sarrasins établis dans l'île de Minorque, en 1114, le pape Gélase II a accordé à l'archevêque de Pise l'investiture des évêques en Corse. 
L'administration pisane a réorganisé l'Église en Corse et restauré les cinq évêchés corses. C'est à ce moment que la cathédrale romane d'Ajaccio est construite. Un évêque d'Ajaccio, Ardizius, est mentionné en 1128 à Pise avec le pape Honorius II. La cathédrale apparaît dans la documentation en 1192 sous le nom de San Frosi puis s'est ajoutée une dédicace à San Giovanni Battista. Son emplacement devait être à 10 m au nord du groupe cathédral du VIe siècle . Sa position est connue par le plan cadastral de 1843.
La guerre va se rallumer entre les Pisans et les Génois pour la domination de l'île à partir de 1205. La papauté a essayé d'éviter l'affrontement en leur donnant des droits égaux. Le pape Innocent II fait de Gênes un archevêché en 1133. L'archevêque de Pise a pour suffragants les évêques d'Aleria, d'Ajaccio et de Sagone. L'archevêque de Gênes a pour suffragants les évêques de Mariana, de Nebbio et d'un troisième qu'il crée, celui d'Accia.
En 1272, la commune de Gênes projette la construction d'un castrum de colonisation, le Castrum Lombardo, sur une colline située à 500 m de la cathédrale. La commune a prévu de recruter cent familles d'artisans dont les métiers montrent qu'ils ont été choisis pour construire et entretenir le castrum. Ce castrum a pour but d'assurer la sécurité du mouillage dans le golfe d'Ajaccio pour la flotte génoise. Ce castrum n'est plus cité dans la documentation du XIVe siècle laissant supposer l'échec de cette colonisation. Le désastre pour la république de Pise à la bataille de la Meloria (1284) a entraîné la perte de la Corse et de la Sardaigne par Pise.
En 1295, par le traité d'Anagni le roi Jacques II d'Aragon obtient du pape Boniface VIII le droit de conquérir le royaume de Sardaigne et le royaume de Corse en échange de l’abandon de ses prétentions sur le royaume de Sicile. La cérémonie d'investiture du royaume de Sardaigne et de Corse s'est déroulée dans la basilique Saint-Pierre de Rome le 4 avril 1297. Le roi d'Aragon n'ayant pas les moyens de conquérir la Corse, il s'est appuyé sur un parti pro-aragonais de la noblesse corse.
En 1457, le Génois Deodato Bocconi est nommé évêque d'Ajaccio. Il fait restaurer la cathédrale et le palais épiscopal. Il permet à l'ordre des Servites de s'installer à Ajaccio dans l'église San Giacomo.

### Création de la ville nouvelle et transfert de la cathédrale
En 1453, l'Office de Saint Georges assure l'administration directe de la Corse au nom de la république de Gênes pour en assurer une conduite plus efficace.
L’Office de Saint Georges fonde le 16 avril 1492 au lieu-dit Punta della Liccia, sur la côte sud-ouest de la Corse, une place forte qui a pris le nom de l’évêché : Aiaccio. Cette place forte est alors un simple préside moins important que Bastia et Calvi.
La construction de cette nouvelle ville à 1,5 km au sud de la cathédrale a entraîné son déplacement dans l'enceinte urbaine. Une nouvelle église, simple et provisoire, est construite vers 1502 sous le nom d'église Santa Croce. Un document de 1503 montre que l'habitation de l'évêque qui était proche de l'église San Giovanni Barrista a été transféré près de l'église Santa Croce. L'ancienne cathédrale San'Eufrasio et San Giovanni Battista n'a plus alors qu'une fonction de pieve. Elle est attachée à la confrérie des Corses jusqu'au traité de paix entre les populations corses et génoises d'Ajaccio, en 1579. Elle est citée dans une visite épiscopale de Mgr Nicolò Mascardi, en 1587.
Dans les années 1520, la construction d'une nouvelle cathédrale est commencée mais la volonté de la Seigneurie de Gênes de séparer la citadelle de la ville en creusant un fossé a entraîné la démolition de ce qui était déjà construit.
Sampiero Corso au service du roi de France Henri II s'empare de la citadelle d'Ajaccio en 1553. Le maréchal de Thermes fait renforcer la citadelle. Giordano Orsini di Monterotondo (1525-1564), au service du roi de France depuis 1551, est gouverneur de l'île vers 1554 après le retrait de Paul de Thermes jusqu'à la fin de la guerre entre la France et la république de Gênes. La paix ne revient dans toute la Corse qu'après la signature des traités du Cateau-Cambrésis, en 1559. 

### Construction de la cathédrale Santa Maria Assunta

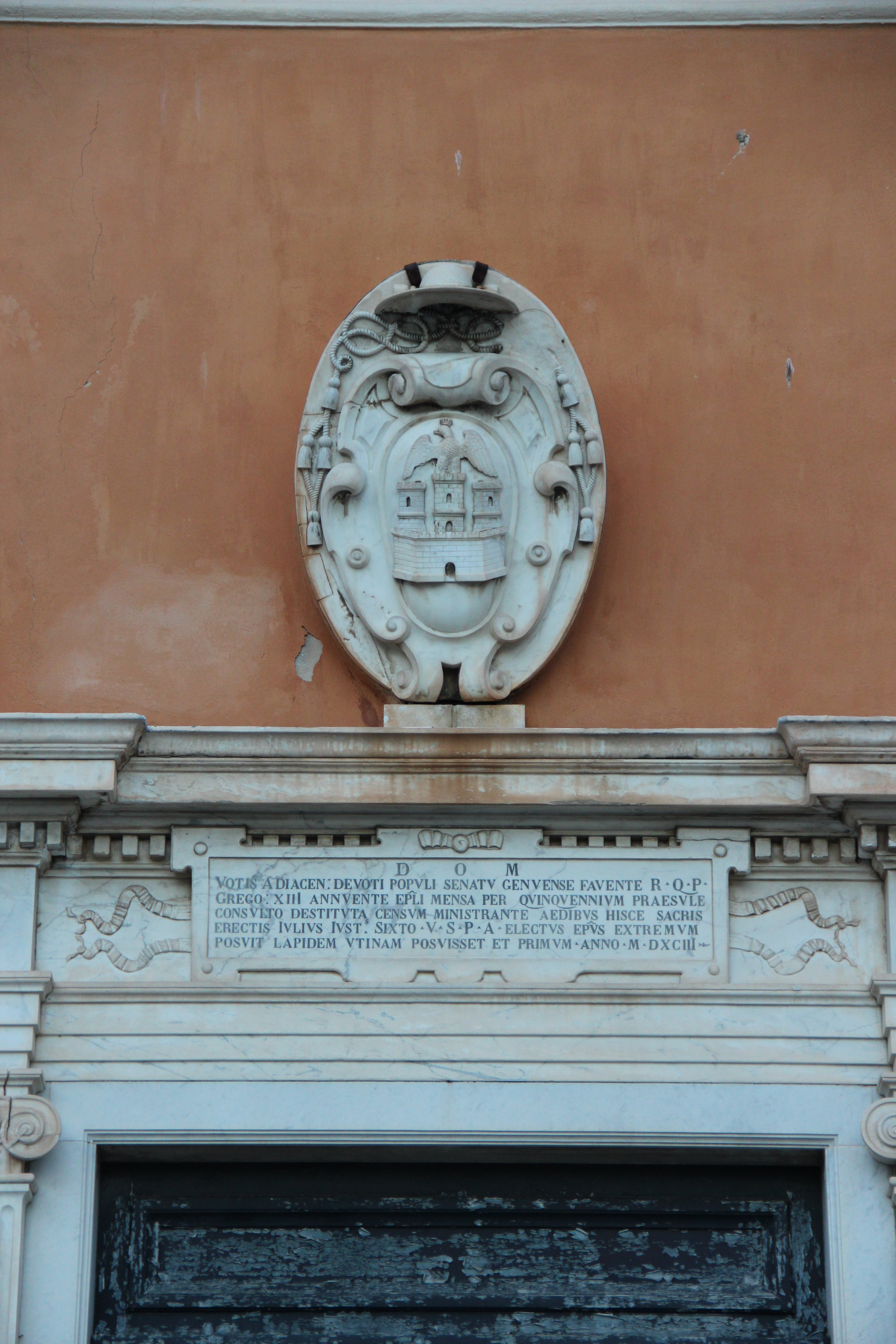
Plaque commémorant la pose de la dernière pierre de la cathédrale en 1593.

En 1559, le Conseil de la ville d'Ajaccio intervient auprès de la république de Gênes et du pape Grégoire XIII pour permettre la construction d'une nouvelle cathédrale. Ces travaux n'ont pas pu commencer pendant la guerre de Corse. L'évêque Cristoforo Guidiccioni (1579-1582) a commencé à étudier la construction de la nouvelle cathédrale mais n'a pas pu la commencer. Pour obtenir les fonds nécessaires à la construction, le pape a décidé de laisser vacant le siège d'Ajaccio et d'y consacrer tous ses revenus après la mort de l'évêque Cristoforo Guidiccioni, en 1582. Giuseppe Mascari est nommé par le pape en janvier 1583 en lui confiant provisoirement l'administration du diocèse. 
Il a apporté de Ligurie avec lui un projet d'église d'après une lettre écrite par les Anciens d'Ajaccio au pape, en 1584. Ce plan adoptait des piliers à pilastre qui étaient apparus dans l'église SS. Annunziata et Caterina de Gênes, commencée en 1556, repris sans l'église S. Domenico de Savone en 1568, puis à S. Pietro in Banchi de Gênes, en 1572. D'autres éléments de l'architecture comme les baies thermales et le dôme à pans monté sur un tambour octogonal traduit l'influence du nouveau style architectural qui s'est développé en Ligurie. Les travaux ont été menés rapidement, car quand Giuseppe Mascardi quitte l'île à la fin 1584 le gros œuvre est presque terminé. 
La visite pastorale faite le 15 mai 1587 par Nicolò Mascardi, frère de Giuseppe et évêque de Mariana-Accia, donne une description du bâtiment qui confirme la fin des travaux de gros œuvre. Une inscription indique que la cathédrale a été terminée en 1593 par l'évêque Giulio Giustiniani. Dans la visite pastorale de 1587, Nicolò Mascardi regrette que l'atrium prévu dans les plans devant l'église n'ait pas été construit. Cette remarque laisse penser que Giuseppe et Nicolò Mascardi avaient connu Charles Borromée et que Giuseppe avait prévu un atrium recommandé dans ses Instructions pour la construction et l'aménagement intérieur des églises (1577).
Dans la visite pastorale de 1750, il est écrit que la cathédrale est dans un « état misérable, la construction menaçant ruine ; les tombes exhalent une puanteur si nauséabonde qu'elle est quasi abandonnée ». Elle a dû être fermée en 1778 par arrêté du Conseil supérieur de la Corse. À la suite d'une manifestation populaire, le 15 août 1789, l'évêque se décide à faire les réparations nécessaires au dôme. La cathédrale est rouverte au culte le 18 mars 1790.
Les parties hautes de la façade de la cathédrale ont été modifiées entre 1991 et 1993 pour lui donner une physionomie classique. La campagne de restauration de la cathédrale s'est terminée en 2002 avec la réfection complète des couvertures après la consolidation de la voûte de nef centrale.
La Collectivité territoriale de Corse est devenue propriétaire de la cathédrale en 2002. D'autres restaurations sont prévues.

### Projet d'une nouvelle cathédrale

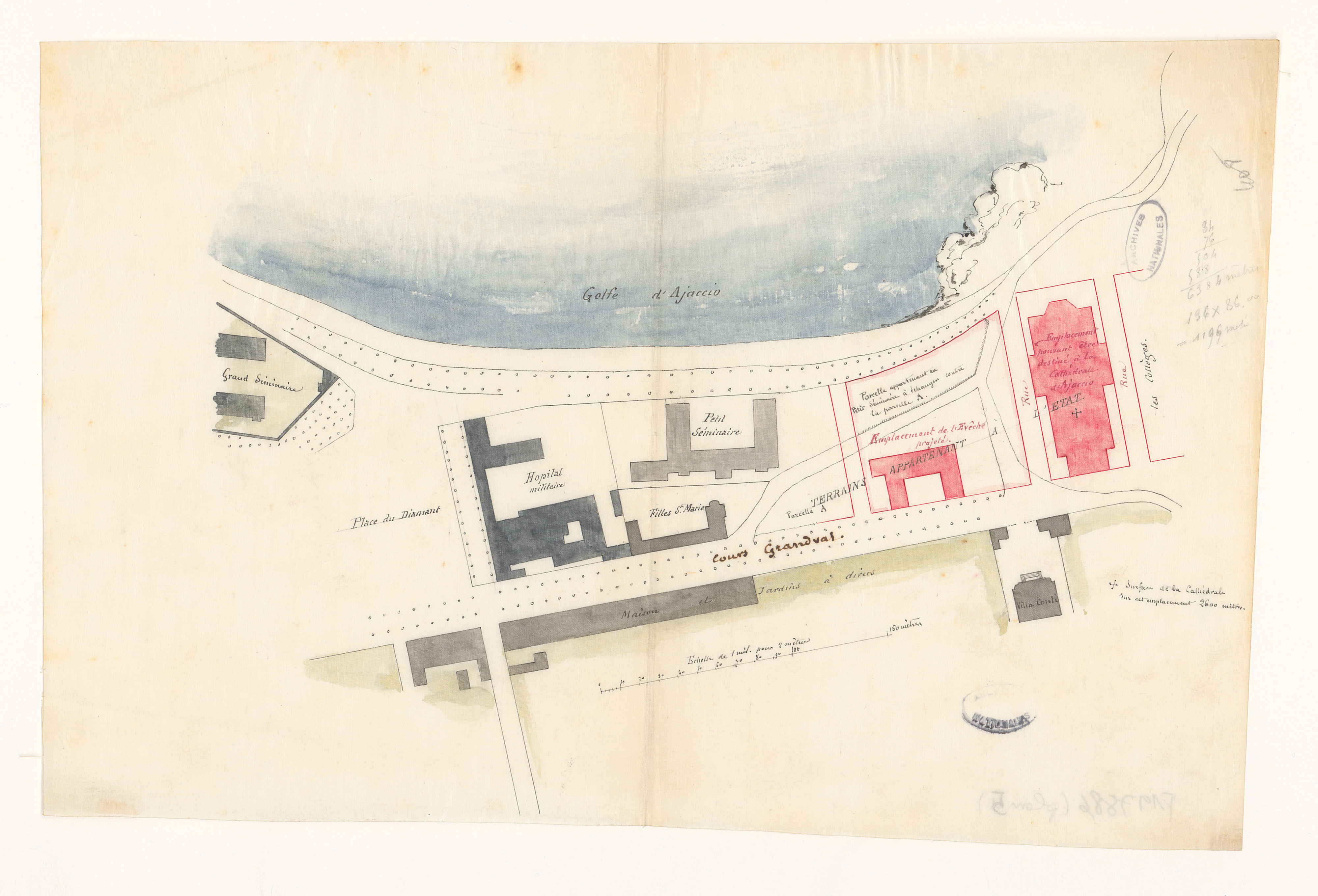
Plan de situation pour l'emplacement de la nouvelle cathédrale (1864).

Napoléon III a commandé à l'architecte Louis-Jules André (1819-1890), architecte diocésain d'Ajaccio, un Avant-projet de restauration et d'agrandissement de la cathédrale d'Ajaccio en 1863. Il prévoyait de changer l'orientation de la cathédrale en tournant sa façade vers l'Est pour faire face à la Maison Bonaparte. Les maisons entre la cathédrale et la Maison Bonaparte devaient être détruites. Un peu plus tard, un projet prévoyait de changer l'implantation de la cathédrale. La chute du Second Empire a fait renoncer à ces projets,.

## Protection
La cathédrale a été classée au titre des monuments historiques le 30 octobre 1906.

## Architecture
Cathédrale baroque monumentale, édifiée à la fin du XVIe siècle, elle est attribuée sans aucune preuve à l'architecte italien Giacomo della Porta. Elle est dotée d'une nef à deux travées avec collatéraux.

## Décor

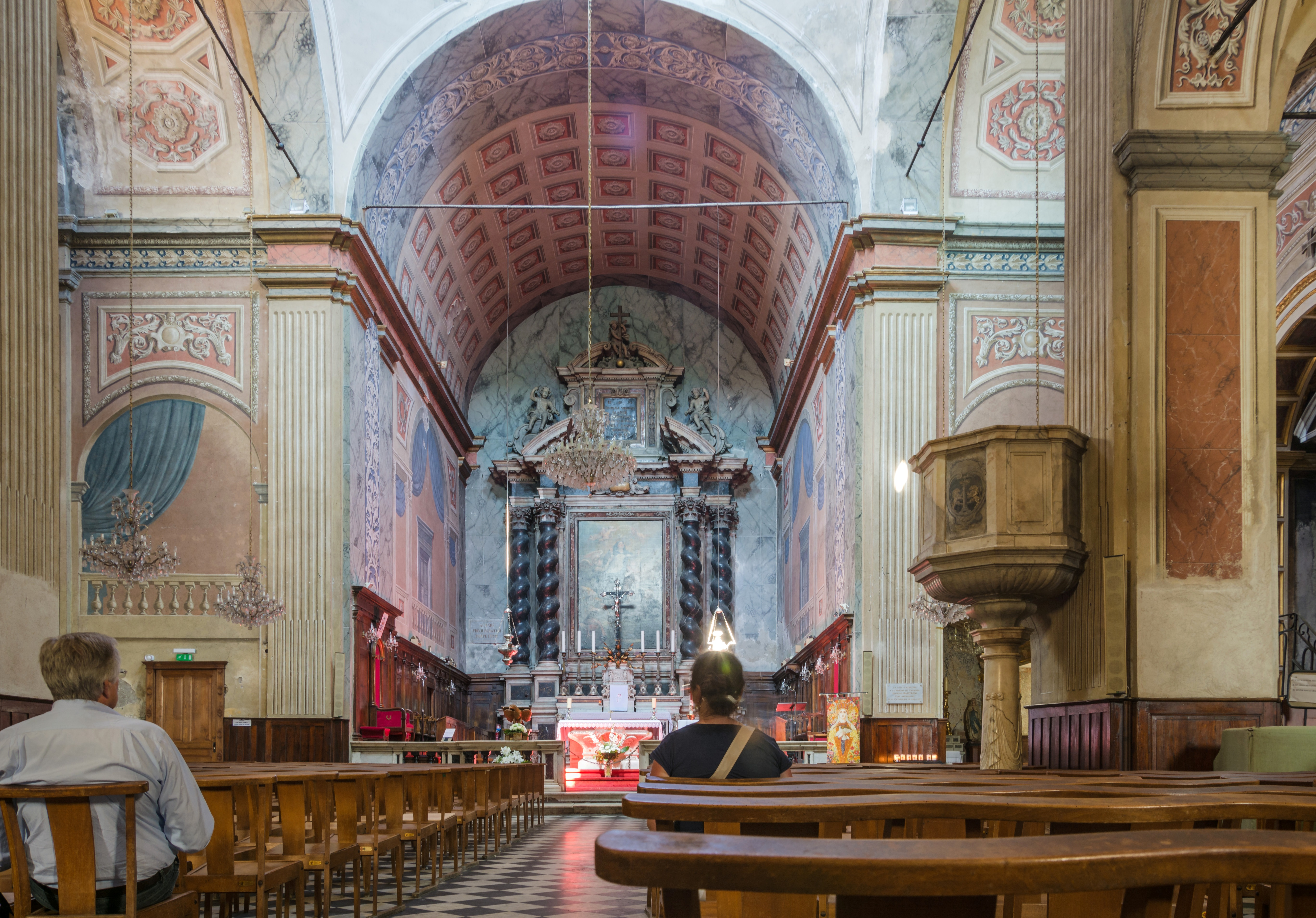
Décor peint du transept et du chœur et le maître-autel offert par Élisa Bonaparte en 1811.

Le grand maître-autel est composé de marbres de coloris variés. Il est du XVIIe siècle. Il a été offert à Élisa Bonaparte, princesse de Lucques et Piombino, sœur de Napoléon Ier. Il proviendrait de l'église Dei Suffraganti ou des Trépassés de la ville de Lucques. Il a été installé en 1813 sous la direction de Corradi, architecte de la ville. Ce maître-autel en a remplacé un, probablement d'origine génoise, datant de 1617 ayant un tabernacle de marbre en forme de tempietto à double attique et dôme, encadré de statues d'anges.
Les moyens financiers de la fabrique de la cathédrale étant limités, la décoration de la cathédrale était assez simple. Seules les chapelles latérales aménagées par des particuliers ou des confréries ont pu avoir un décor de peintures et de stucs plus luxueux.
En 1686, la cathédrale est consacrée. Elle compte six autels secondaires en plus du maître-autel. Deux d'entre eux ont été fondés par la confrérie du Rosaire et la confrérie du Saint-Sacrement. Les quatre autres sont dus à des notables, les Baciocchi et les Ornano. La chapelle de l'Annonciation a été fondée en 1590 par Lazare Baciocchi et la chapelle élevée par Pietro Paolo d'Ornano en mémoire de son jeune fils défunt et dédiée à Notre-Dame des Sept Douleurs, à saint Jean-Baptiste et sainte Barbe. La chapelle dei Naviganti consacrée en 1716 par l'évêque Agostino Spinola. La ville fait construire la chapelle de Notre-Dame de la Miséricorde consacrée en 1750.
En 1820, le peintre Pietro Pergoli s'est engagé à faire toute la décoration de la cathédrale « selon le projet fait par M. Ferroggio, architecte départemental de la Corse » pour la somme de 4 000 francs. Les travaux commencés le 27 avril 1820 sont terminés en 1831. Cependant le décor existant ne correspond pas à celui décrit dans le projet.

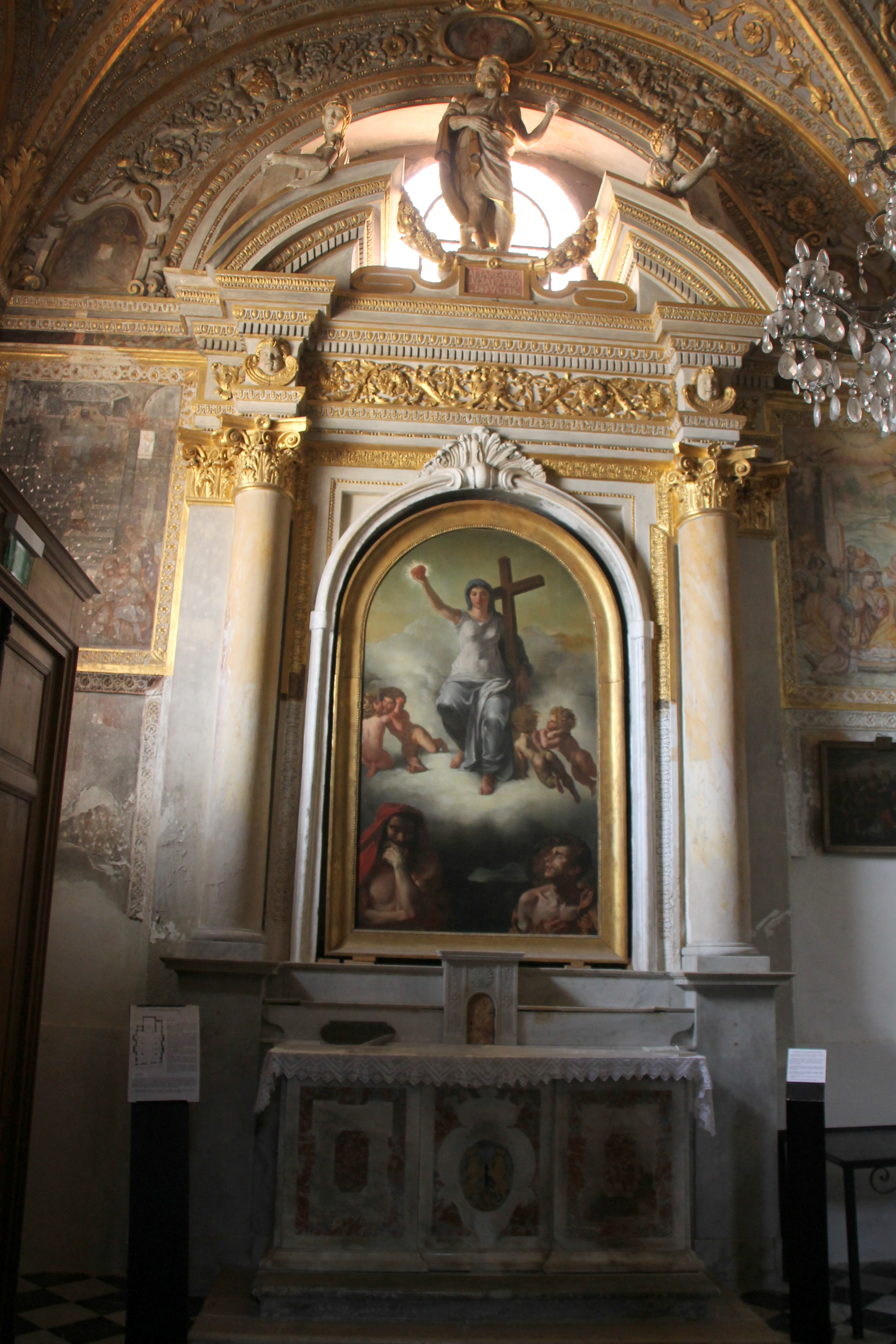
Chapelle de la Madonna del Pianto : tableau d'Eugène Delacroix.

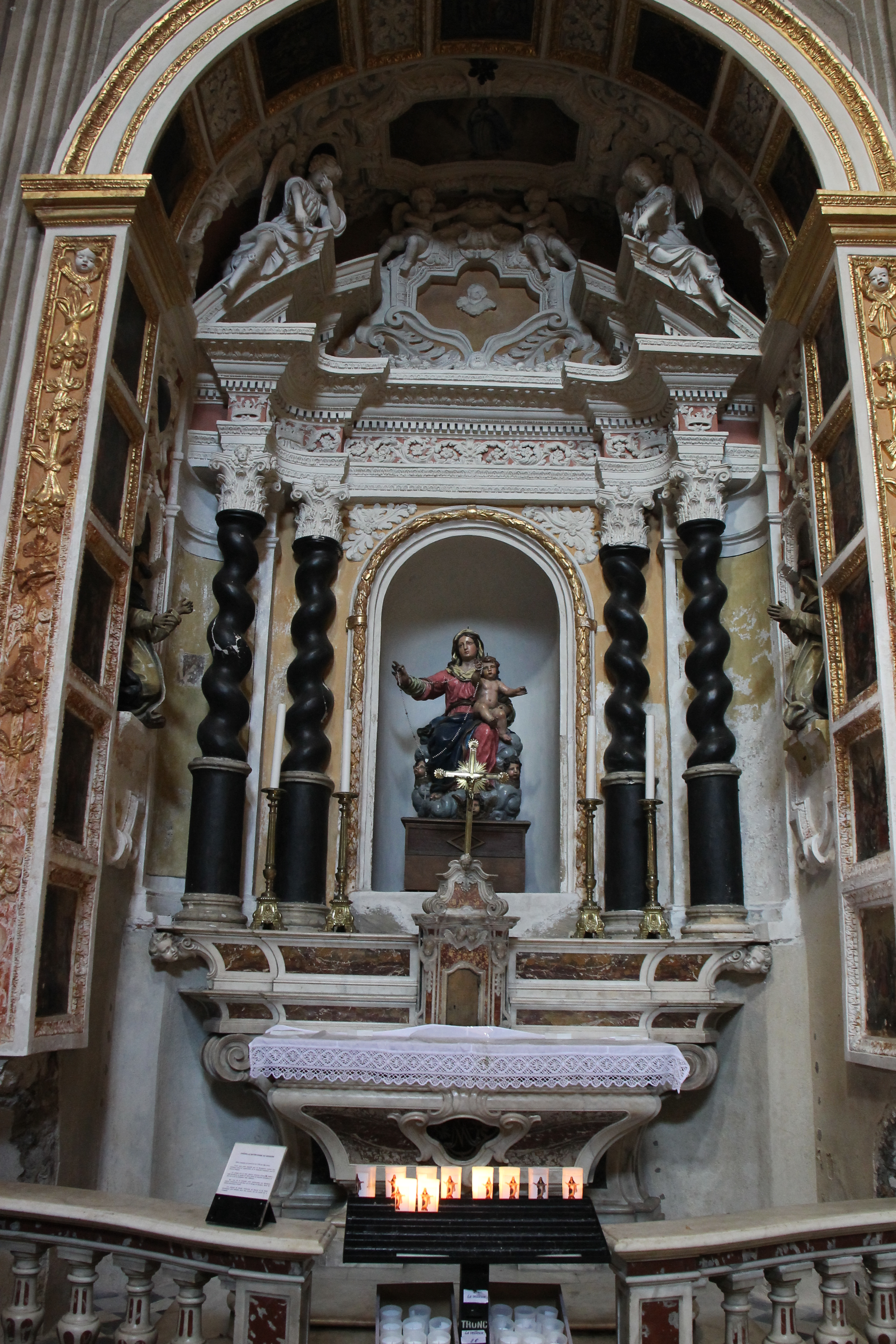
Chapelle du Rosaire.

### Chapelle de la Vierge au Sacré-Cœur ou de la Madonna del Pianto
La première chapelle du collatéral nord aurait été fondée par un Pietro Paolo d'Ornano, colonel au service de la république de Venise. Son décor de peintures et de stucs dorés doit dater du premier tiers du XVIIe siècle. Le retable est orné d'un tableau d'Eugène Delacroix, La Religion en gloire, aussi appelé Le Triomphe de la Religion ou Vierge au Sacré-Cœur, offert à la ville par Charles X en 1827.

### Chapelle Nostra Signora della Misericordia
Le groupe sculpté représentant la Vierge de miséricorde apparaissant au Bienheureux Antonio Botta de Savone se trouvait à l'origine dans l'église des Jésuites. Il avait été commandé à Gênes, en 1645, par le capitaine Pietro Orto. À la suite d'une épidémie de choléra à Gênes, en 1656, la ville d'Ajaccio fit le vœu de se placer sous sa protection. Tous les 18 mars, une procession comprenant tous les religieux de la ville partait de la cathédrale pour aller rendre grâce à l'autel de la Miséricorde dans l'église des Jésuites, puis revenait dans la cathédrale. Une fête solennelle a été instituée le 18 mars pour faire pénitence.

### Chapelle de l'Immaculée Conception
La chapelle de l'Immaculée-Conception est située dans la deuxième travée du collatéral sud. Elle a remplacé en 1821 la chapelle de Nostra Signora dei Naviganti.

### Chapelle de Notre-Dame-du-Rosaire
La chapelle de Notre-Dame-du-Rosaire se trouve à l'extrémité du bras nord du transept. Elle aurait été consacrée en 1765 par l'évêque Benedetto Andrea Doria à l'occasion de la mise en place de l'autel de marbre. 

### Chapelle du Corpus Domini, dite aussi su Corpo di Cristo ou du Saint-Sacrement
La chapelle se trouve à l'extrémité du bras sud du transept. L'autel est cité dans la visite pastorale de 1620. La chapelle a été ornée en 1895 par un autel et un retable élevés suivant les plans de l'architecte Théodore Ballu. L'autel de marbre a été réalisé dans les ateliers Cantini de Marseille à la demande de la comtesse Forcioli-Conti.

## Orgue
La tribune d'orgue a été construite au-dessus de l'entrée pour supporter l'orgue commandé en 1846 à l'atelier Cavaillé-Coll père et fils pour remplacer un instrument jugé vétuste qui avait dû être commandé en Italie par l'évêque Giulio Giustiniani. Le devis du grand orgue est daté de 1843.
La tribune a été conçue par l'architecte Cotin et le marché a été passé en 1846 avec le menuisier Jean-Domonique Jean. Faute de moyens financiers, la mise en place de l'orgue n'a pu être faite qu'en 1849.
L'instrument a été restauré en 1880 par Cavaillé-Coll, en 1950 par Merklin-Schütze. En 1960, le facteur d'orgue Jaquot-Lavergne change la traction mécanique en traction électro-pneumatique. En 1984 l'orgue est restauré par le facteur Jean-Marc Cicchero. Après un nettoyage, il a mis en place une traction électrique commandée par électronique.
C'est le seul orgue d'esthétique romantique de facture française en Corse.
Composition
| I - Positif         |
| Bourdon 8'          |
| Flûte Harmonique 8' |
| Prestant 4'         |
| Flûte Douce 4'      |
| Nasard 2 2/3'       |
| Doublette 2'        |
| Tierce 1 3/5'       |
| Cymbale IV          |

| II - Grand-Orgue |
| Bourdon 16'      |
| Montre 8'        |
| Bourdon 8'       |
| Salicional 8'    |
| Violoncelle 8'   |
| Prestant 4'      |
| Dulciane 4'      |
| Quinte 2 2/3'    |
| Doublette 2'     |
| Cornet V         |
| Fourniture IV    |
| Cymbale III      |
| Bombarde 16'     |
| Trompette 8'     |
| Clairon 4'       |

| III - Récit Expressif |
| Cor de Nuit 8'        |
| Flûte Traversière 8'  |
| Gambe 8'              |
| Voix Céleste 8'       |
| Flûte Octaviante 4'   |
| Octavin 2'            |
| Plein Jeu IV          |
| Cromorne 8'           |
| Hautbois 8'           |
| Trompette 8'          |
| Voix Humaine 8'       |
| Clairon 4'            |
| Tremblant             |

| Pédale                  |
| Flûte acoustique 32'    |
| Flûte 16'               |
| Flûte 8'                |
| Flûte 4'                |
| Bombarde acoustique 32' |
| Bombarde 16'            |
| Trompette 8'            |
| Clairon 4'              |